# Kirjat Arba
Kirjat Arba (hebr. קריית ארבע) – samorząd lokalny położony w Dystrykcie Judei i Samarii, w zachodniej części Judei w Izraelu. Miasteczko leży przy Hebronie, pomiędzy terytoriami Autonomii Palestyńskiej.

## Historia
Osada została założona w 1968. Status samorządu lokalnego otrzymała w 1979.

## Demografia
Zgodnie z danymi Izraelskiego Centrum Danych Statystycznych w 2006 roku w osadzie żyło 7 tys. mieszkańców.
Populacja osady pod względem wieku (dane z 2006):
| Wiek (w latach) | Procent populacji w % |
| --------------- | --------------------- |
| 0-4             | 13,5%                 |
| 5-9             | 10,9%                 |
| 10-14           | 12,3%                 |
| 15-19           | 12,6%                 |
| 20-29           | 18,4%                 |
| 30-44           | 11,8%                 |
| 45-59           | 13,3%                 |
| ponad 60        | 7,2%                  |

Źródło danych: Central Bureau of Statistics.